# Simning vid olympiska sommarspelen 1920
Simningen vid olympiska sommarspelen 1920 i Antwerpen bestod av tio grenar, sju för män och tre för kvinnor, och hölls mellan den 22 och 29 augusti 1920 i Stade Nautique d'Antwerp. Antalet deltagare var 116 tävlande från 19 länder.

## Medaljfördelning
| Pl. | Nation         | Guld | Silver | Brons | Totalt |
| --- | -------------- | ---- | ------ | ----- | ------ |
| 1   | USA            | 8    | 5      | 3     | 16     |
| 2   | Sverige        | 2    | 2      | 1     | 5      |
| 3   | Australien     | 0    | 1      | 1     | 2      |
| 3   | Kanada         | 0    | 1      | 1     | 2      |
| 3   | Storbritannien | 0    | 1      | 1     | 2      |
| 5   | Finland        | 0    | 0      | 2     | 2      |
| 6   | Belgien        | 0    | 0      | 1     | 1      |

## Medaljörer

### Damer
| Gren                         | Guld                                                                  | Silver                                                                        | Brons                                                    |
| 100 m frisim Detaljer...     | Ethelda Bleibtrey USA                                                 | Irene Guest USA                                                               | Frances Schroth USA                                      |
| 300 m frisim Detaljer...     | Ethelda Bleibtrey USA                                                 | Margaret Woodbridge USA                                                       | Frances Schroth USA                                      |
| 4 x 100 m frisim Detaljer... | USA Ethelda Bleibtrey Irene Guest Frances Schroth Margaret Woodbridge | Storbritannien Hilda James Constance Jeans Grace McKenzie Charlotte Radcliffe | Sverige Aina Berg Jane Gylling Emy Machnow Carin Nilsson |

### Herrar
| Gren                         | Guld                                                          | Silver                                                             | Brons                                                                 |
| 100 m frisim Detaljer...     | Duke Kahanamoku USA                                           | Pua Kealoha USA                                                    | William Harris USA                                                    |
| 400 m frisim Detaljer...     | Norman Ross USA                                               | Ludy Langer USA                                                    | George Vernot Kanada                                                  |
| 1500 m frisim Detaljer...    | Norman Ross USA                                               | George Vernot Kanada                                               | Frank Beaurepaire Australien                                          |
| 100 m ryggsim Detaljer...    | Warren Kealoha USA                                            | Raymond Kegeris USA                                                | Gérard Blitz Belgien                                                  |
| 200 m bröstsim Detaljer...   | Håkan Malmrot Sverige                                         | Thor Henning Sverige                                               | Arvo Aaltonen Finland                                                 |
| 400 m bröstsim Detaljer...   | Håkan Malmrot Sverige                                         | Thor Henning Sverige                                               | Arvo Aaltonen Finland                                                 |
| 4 x 200 m frisim Detaljer... | USA Duke Kahanamoku Pua Kealoha Perry McGillivray Norman Ross | Australien Frank Beaurepaire Henry Hay William Herald Ivan Stedman | Storbritannien Harold Annison Edward Peter Leslie Savage Henry Taylor |

## Deltagande nationer
Totalt deltog 116 simmare, 92 män och 24 kvinnor, från 19 länder vid de olympiska spelen 1920 i Antwerpen.
| - Australien (6) - Belgien (12) - Brasilien (2) - Finland (1) - Frankrike (13) - Italien (4) - Japan (2) | - Kanada (3) - Luxemburg (2) - Nederländerna (4) - Norge (2) - Nya Zeeland (1) - Schweiz (4) | - Spanien (2) - Storbritannien (18) - Sverige (13) - Sydafrika (1) - Tjeckoslovakien (4) - USA (22) |